# Февр, Люсьен
Люсье́н Февр (фр. Lucien Febvre; 22 июля 1878 — 11 сентября 1956) — французский историк, автор трудов по истории XVI века. Совместно с Марком Блоком основал журнал «Анналы» (1929). Один из основателей одноимённой школы, произведшей переворот в исторической методологии.

## Биография
Родился в Нанси в семье университетского профессора-филолога. В 1902 году окончил Высшую Нормальную школу в Париже. В 1911 году защитил докторскую диссертацию на тему «Филипп II и регион Франш-Конте». В 1911—1919 годах профессор университета Дижона, в 1919—1933 годах профессор Университета Страсбурга, с 1933 года профессор Коллеж де Франс.
В Страсбургском университете познакомился с Марком Блоком, ставшим его близким другом. В 1929 году Марк Блок и Февр основали журнал «Анналы экономической и социальной истории» (с 1946 года — «Анналы. Экономика. Общества. Цивилизации»), вокруг которого сформировалась в дальнейшем «новая историческая наука», школа «Анналов», произведшая переворот в истории знаний. После гибели Марка Блока Февр один стоял у руля журнала «Анналы».
Февр — учёный энциклопедической образованности и широкого круга интересов, автор исследований по истории XVI в.: «Судьба Мартина Лютера» (1928), «Ориген и Деперье, или Загадка „Кимвала мира“» (1942), «Проблема неверия в XVI в.: религия Рабле» (1942), «Вокруг Гептамерона, любовь священная и любовь мирская» (1944). Его деятельность не исчерпывалась исследованием культуры и психологии людей XVI века. Февр много сделал для утверждения новых принципов исторического познания, посвятил своё творчество «боям за историю», за новую историческую науку — науку о человеке, его ментальности, особенностях его мировосприятия, о стереотипах мышления, чувствах. В книге «Бои за историю» он пишет
История – наука о Человеке; она, разумеется, использует факты, но это – факты человеческой жизни. Задача историка: постараться понять людей, бывших свидетелями тех или иных фактов, позднее запечатлевшимися в их сознании наряду с прочими идеями, чтобы иметь возможность эти факты истолковать. История, разумеется, использует тексты, но это – человеческие тексты. Сами слова, которые их составляют, насыщены человеческой сутью.  И у каждого из этих слов – своя история, каждое в разные эпохи звучит по-разному, и даже те из них, что относятся к материальным предметам, лишь изредка полностью совпадают по смыслу, лишь изредка обозначают равные или равноценные свойства.
Люсьен Февр сыграл важную роль в становлении новой отдельной дисциплины «История книги». В 1950-х годах он занялся исследованием причин и последствий изобретения книгопечатания. Он пригласил молодого библиографа, историка Анри-Жан Мартена для совместной работы и доверил ему редактирование и подготовку издания к печати. После смерти Февра в 1956 году Мартен продолжил работу и в 1958 году выпустил книгу под названием «L’apparition du livre» («Появление книги»). Именно на основе сотрудничества с Февром, Мартен стал последовательно развивать историю книги как дисциплину, учитывая основные принципы школы «Анналов».

## Сочинения
- Philippe II et la Franche-Comté. Étude d’histoire politique, religieuse et sociale, Paris, Honoré Champion, 1911, 808 p.
- Notes et documents sur la Réforme et l’Inquisition en Franche-Comté, Paris, 1911, 336 p.
- Histoire de la Franche-Comté, Paris, Boivin, 1912, 260 p.
- La Terre et l'évolution humaine, Paris, Albin Michel, " L'évolution de l’Humanité ", 1922.
- Un Destin. Martin Luther, Paris, Presses Universitaires de France, 1928.
- Civilisation. Évolution d’un mot et d’un groupe d’idées, Paris, Renaissance du livre, 1930, 56 p.
- Le Rhin. Problèmes d’histoire et d'économie, Paris, Armand Colin, 1935.
- (dir.) : Encyclopédie française, 11 volumes parus de 1935 à 1940.
- Le Problème de l’incroyance au XVIe. La religion de Rabelais, Paris, Albin Michel, Coll. L'évolution de l’humanité, 1942, 548 p.
- Origène et Des Périers ou l'énigme du Cymbalum Mundi, Paris-Genève, Droz, 1942, 144 p.
- Autour de l’Heptaméron. Amour sacré, amour profane, Paris, Gallimard, 1944, 300 p.
- Les Classiques de la liberté : Michelet, Lausanne, Traits, 1946, 162 p.
- Combats pour l’histoire (Бои за историю), Paris, Armand Colin, 1953, 456 p.

русск.пер.: Пер. с фр. — М.: Наука, 1991. — 629 с. (Памятники исторической мысли) — 13 000 экз. — ISBN 5-02-009042-5 (сборник статей)
- Au cœur religieux du XVIe, Paris, SEVPEN, 1957, 359 p.
- L’Apparition du livre, Albin Michel, Paris, 1958 (réimpr. 1971, 1999), 19×12,5 cm, 600 p. (В сотрудничестве с Анри-Жан Мартеном)
- Pour une histoire à part entière, Paris, SEVPEN, 1962, 860 p.